# 科學之臺灣

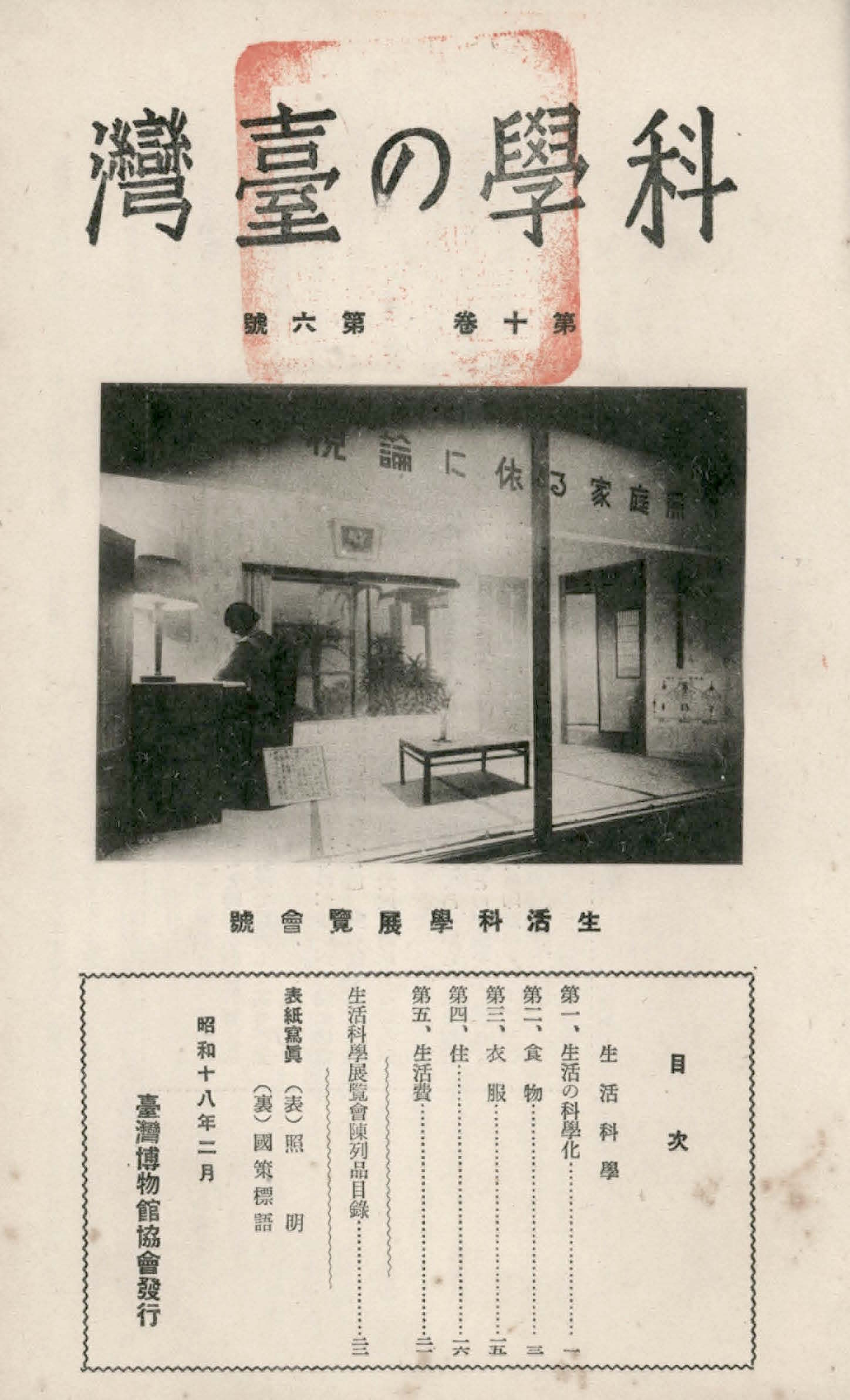
1943年2月配合「生活科學展覽會」之號。

《科學之臺灣》（日語：科學の臺灣 kagaku no taiwan；新字體：科学の台湾）是台灣在日治時期的一部雜誌，為臺灣總督府博物館於1933年成立25週年時，隨著臺灣博物館協會成立而創立的刊物。該雜誌自同年11月創刊，隔月開始發行。
雜誌為每兩個月發行的雙月刊，內容包括博物館活動報導、當時的科學研究介紹與發表等等。